# Březiny (Děčín)
Březiny  (německy Birkigt) jsou XXVII. část statutárního města Děčín. Nachází se na východě Děčína. Děčín XXVII-Březiny leží v katastrálním území Březiny u Děčína o rozloze 4,34 km². V katastrálním území Březiny u Děčína leží i Děčín XXVI-Bechlejovice. Prochází tudy silnice II/262 a železniční trať Děčín – Rumburk, na které je zřízena zastávka Březiny u Děčína.

## Historie
První písemná zmínka o vesnici pochází z roku 1543. V letech 1880 až 1980 byly Březiny samostatnou obcí.

## Obyvatelstvo
Při sčítání lidu v roce 1921 ve vsi žilo 945 obyvatel (z toho 473 mužů), z nichž bylo čtrnáct Čechoslováků, 908 Němců, pět Židů a osmnáct cizinců. Většina (776 osob) se hlásila k římskokatolické církvi, ale bylo zde také 31 evangelíků, šest židů, patnáct příslušníků nezjišťovaných církví a 117 lidí bez vyznání. Podle sčítání lidu z roku 1930 měla vesnice 914 obyvatel: třicet Čechoslováků, 850 Němců a 34 cizinců. Opět převažovali římští katolíci (645 osob) a 217 lidí bez vyznání. Kromě nich v Březinách bylo 35 evangelíků, pět členů církve československé, jeden žid a jedenáct příslušníků nezjišťovaných církví.
|                                                                              | 1869 | 1880 | 1890 | 1900 | 1910 | 1921 | 1930 | 1950 | 1961 | 1970 | 1980 | 1991  | 2001  | 2011  |
| ---------------------------------------------------------------------------- | ---- | ---- | ---- | ---- | ---- | ---- | ---- | ---- | ---- | ---- | ---- | ----- | ----- | ----- |
| Obyvatelé                                                                    | 574  | 546  | 643  | 712  | 823  | 945  | 914  | 638  | 579  | 520  | 718  | 2 224 | 2 212 | 1 872 |
| Domy                                                                         | 54   | 61   | 86   | 88   | 98   | 119  | 122  | 120  | 237  | 107  | 116  | 120   | 149   | 160   |
| Počet domů z roku 1961 zahrnuje domy místních částí Bechlejovice a Folknáře. |      |      |      |      |      |      |      |      |      |      |      |       |       |       |

## Pamětihodnosti
- Kaple

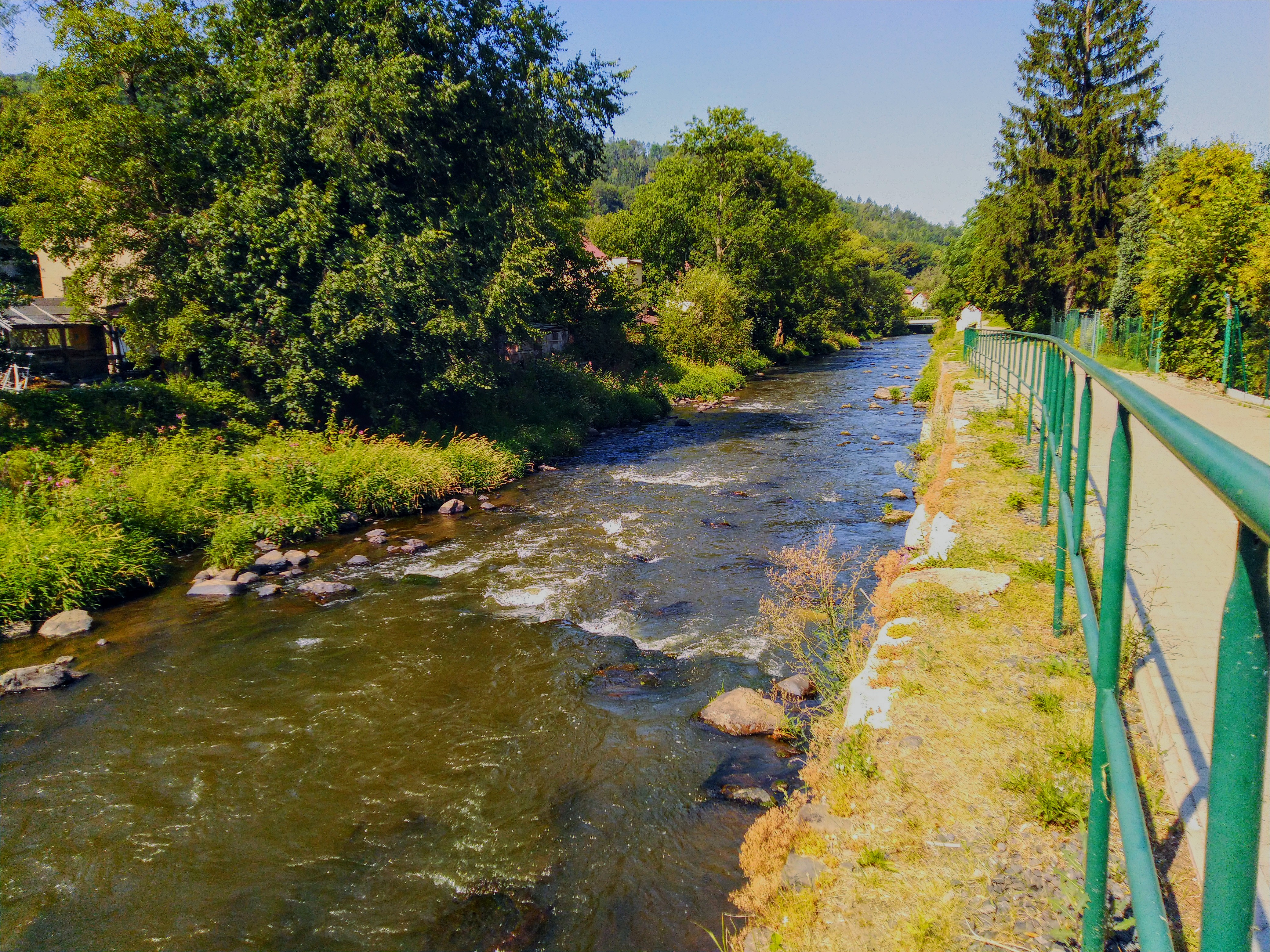
Březinami protéká řeka Ploučnice.

- Venkovská usedlost čp. 45, ulice Za Sadem a Kosmonautů
- Skupina v březinském parku – tři památné stromy, nacházejí se v bývalém parku, obvod kmenů od 112 cm do 230 cm[9]
- Jinan v Březinách – památný strom, roste v bývalém zámeckém parku[10]
- Tisy v Březinách – čtyři památné stromy, stojí před vchodem do bývalého zámeckého parku; obv. kmenů: 147 cm, 75 cm, 116 cm, 126 cm[11]